# 勒阿梅勒 (瓦兹省)
勒阿梅勒（法語：Le Hamel，法語發音：[lə amɛl]）是法国瓦兹省的一个市镇，属于博韦区。

## 地理
勒阿梅勒（49°38'39"N, 2°1'13"E）面积7.86 平方千米，位于法国上法蘭西大區瓦兹省，该省份为法国北部内陆省份，北起索姆省，西接厄尔省和滨海塞纳省，南至塞纳-马恩省和瓦兹河谷省，东临埃纳省。
与勒阿梅勒接壤的市镇（或旧市镇、城区）包括：桑皮、孔特维尔、埃托梅尼勒、勒梅尼勒孔特维尔、普雷维莱尔、索默勒。

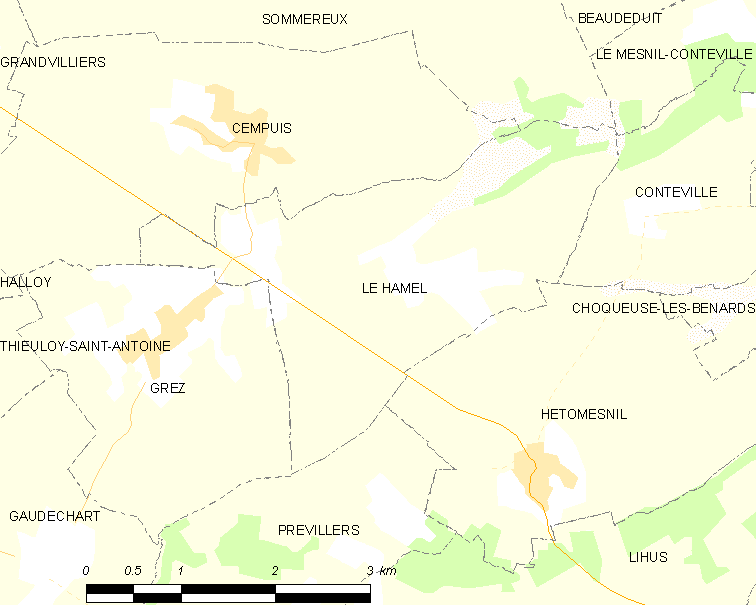
的OSM定位图

勒阿梅勒的时区为UTC+01:00、UTC+02:00（夏令时）。

## 行政
勒阿梅勒的邮政编码为60210，INSEE市镇编码为60297。

## 政治
勒阿梅勒所属的省级选区为格朗维利耶县。

## 人口

1962-2008年间人口变化图示

勒阿梅勒于2022年1月1日时的人口数量为185人。